# Игбо (језик)
Игбо језик (ISO 639-3: ibo; ibo), најважији језик скупине Игбоид, шире скупине Бенуе-конгоанскигх језика којим говори око 18.000.000 људи (1999 WA), припадника етничке скупине Игбо или Игбо, раширених на великом подручју Нигерије у државама Абиа, Анамбра, Енугу, Имо, Акwа Ибом, Делта и Риверс. Главни је трговачки језик у државама Абиа, Анамбра, Ебонyи, Енугу и Имо. На језику ибо воде се и радио-програми и телевизијске емисије.

## Дијалекти
Дијалекти су му оверри (исуама) и умуахиа, на којима се темељи стандардни литерални облик, а уз њих су и онитша, орлу, нгва, афикпо, нса, огута, аниоча, ече, егбема, ока (авка), боннy-опобо, мбаисе, нсука, охуху и унвана.